# Stadsdistrict
Stadsdistricten zijn steden of stedelijke gebieden die een apart bestuurlijk niveau vormen in plaats van dat zij samen met andere gemeenten een district vormen. Kleinere plaatsen rondom een dergelijke stad of stedelijk gebied kunnen onderdeel vormen van een stadsdistrict.

## België
Elke stad met meer dan 100.000 inwoners mag in België zijn deelgemeenten districten noemen. De mogelijkheid om districten op gemeentelijk niveau in te voeren is voorzien in artikel 41 van de Belgische Grondwet: [...] Die binnengemeentelijke territoriale organen worden opgericht in gemeenten met meer dan 100.000 inwoners op initiatief van de gemeenteraad. [...]. 
Enkel Antwerpen maakt momenteel van dit recht gebruik. Ze worden bestuurd door het districtscollege en de inwoners worden vertegenwoordigd door de districtsraad. De Antwerpse districten zijn vergelijkbaar met de Nederlandse stadsdelen of deelgemeenten (in Amsterdam en Rotterdam).
Op 19 april 2022 kondigden de gemeenten Mechelen en Boortmeerbeek een fusie aan waarbij drie districten zouden worden opgericht, wat echter niet doorging.
Naast Antwerpen tellen de volgende Belgische gemeenten ook meer dan 100.000 inwoners en mogen dus districten oprichten: Gent, Brugge en Leuven in het Vlaams Gewest, Charleroi, Luik en Namen in het Waals Gewest en Brussel-Stad, Schaarbeek en Anderlecht in het Brussels Hoofdstedelijk Gewest. De twee laatste zijn evenwel niet samengesteld uit deelgemeenten.
Geen van allen heeft echter districten. Voor Brussel is er het idee, vooral vanuit Vlaanderen, om de 19 gemeenten van het Brussels Hoofdstedelijk Gewest te fuseren tot één gemeente, waarbij de huidige gemeenten districten kunnen worden. Hier is echter veel verzet tegen vanuit Franstalige kant.